# Fella El Djazairia
Fulla, també coneguda com a Fella El Djazairia (àrab: فلة الجزائرية, Fulla al-Jazāʾiriyya) (Saint-Denis, 23 d'abril de 1961), de nom real Fella Ababsa, és una cantant algeriana de música chaoui.

## Biografia
Procedent d'una família de cantants, amb son pare, Abdelhamid Ababsa, que canta l'estil sahroui (saharià) algerià i una germana, Naïma Ababsa, que canta l'estil assimi (algerí).
Al principi, interpretava cançons algerianes i nord-africanes, i després cançons egípcies i de l'Orient Mitjà. Coneguda al Magrib com la Soltanate Ettarab (‘la soldana de la cançó àrab’), va actuar als estats del Pròxim Orient: Líban, Iraq, Egipte, etc. Va ser prohibida, però, en territori egipci arran de problemes amb la llei egípcia. El 2018, va declarar que volia acabar la seua carrera.
Fou una de les primeres cantants que va signar contracte amb l'empresa dels Emirats Àrabs Units Sawt el Arab ART, que després esdevingué Rotana. Aquesta cooperació durà vint anys, fins que se li acabà el contracte al 2009. Després, es va convertir en la seua pròpia gerent i productora. De tant en tant, col·labora amb altres produccions, especialment Melody i al Anoud Productions del Líban.

## Àlbums
Àlbums algerians i magrebins:
- Afrah Fullawiya (cançons de noces algerianes) 2017
- Sidi Khaled
- Ariass
- El millor de Fella
- Fella, cançons de noces
- Fella a Tunísia
- Fella al Marroc
- Kil Lyoum
- Fiq ya achq zin

Àlbums àrabs:
- Tachakourat 2002
- Màgia oriental
- El millor de Khalij
- Fella khaliji (sawt el khalij)
- Fella sahrat tarab
- Lama Raeto 2005
- Ahl el maghna
- Badr 14
- Ya msafer lel jefa
- Mnawar hayina
- Fulla Remix Dances